# Iglesia de Nuestra Señora del Rosario (Vela)

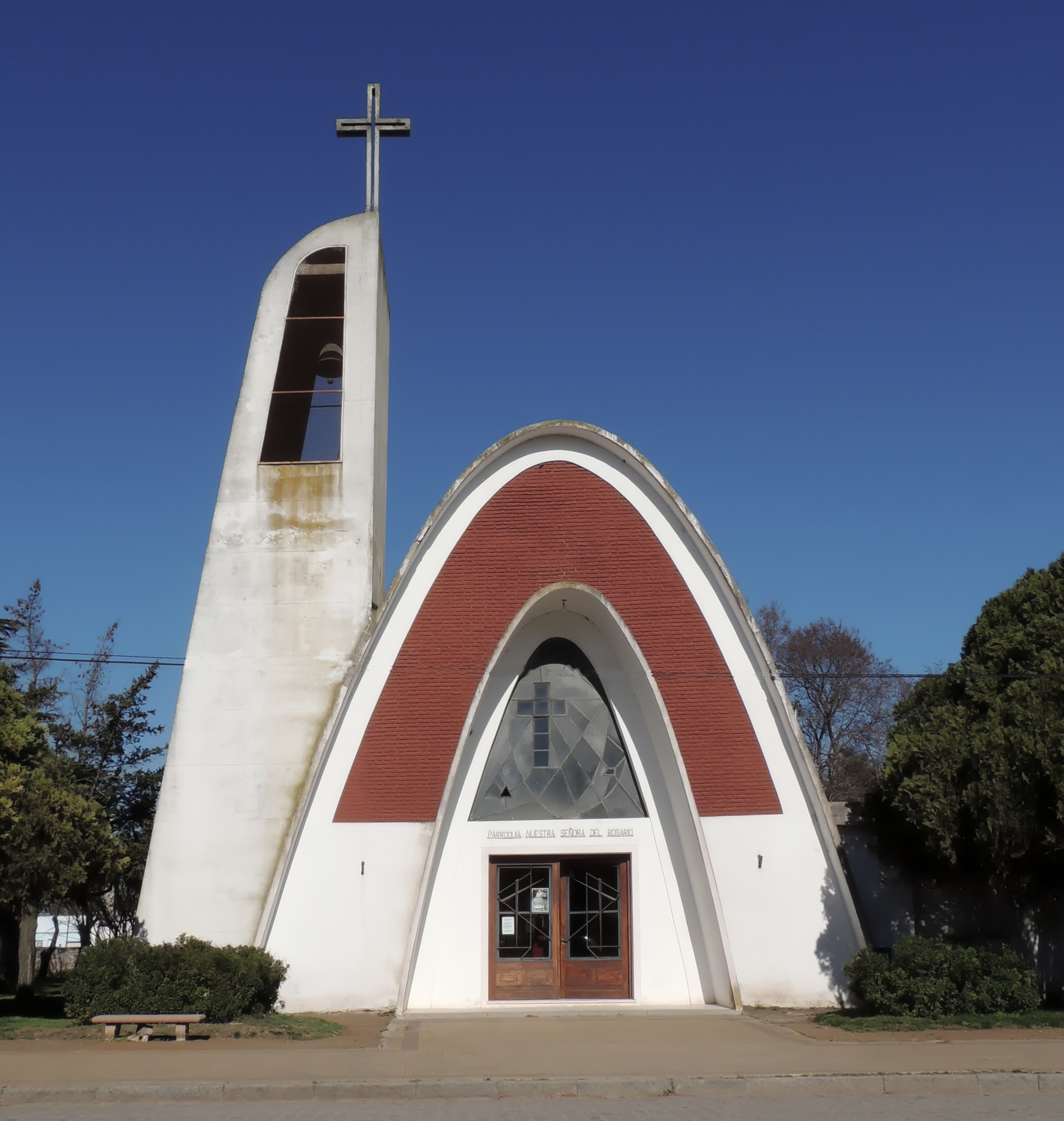

La iglesia Nuestra Señora del Rosario es la parroquia de la localidad de María Ignacia Vela, Argentina.

## Historia
Se inauguró en 1904 en calidad de capilla, la señora María de Eandi fue su madrina. La casa parroquial se estableció en 1917 siendo su primer cura párroco Toribio Mauleón quien ejerció su cargo durante 21 años. Posteriormente fue reemplazado por el padre Bondio.
En 1964 se inició la construcción un nuevo edificio, que permitió satisfacer las necesidades del pueblo. La obra terminó en 1965 y se nombró comisión encargada del mantenimiento de la misma integrada por vecinos de la zona. El sacerdote a cargo por aquel entonces era Juan Terminski
En el período comprendido entre 1970 hasta marzo de 1984, la capilla estuvo a cargo del párroco de Juárez Jesús Artigot, quien fue trasladado posteriormente a Roque Pérez. La iglesia casi siempre fue atendida con religiosos procedentes de la vecina localidad por no contar con un cura estable. Cuando el religioso fue trasladado a Roque Pérez es reemplazado por Julio Buezas. También se desempeñaron los sacerdotes Juan Carlos Giovanino y Juan Opaso.
En 1975 se destaca la presencia en Juárez del padre Osvaldo Catena, que también se desempeñó en esta parroquia, implementó la misa de hombres, los villancicos por las calles, creó el grupo Pueblo de Dios, realizó las peregrinaciones en el trayecto Vela-Juárez. En época de Pascuas realizó peregrinaciones a Estación López desde Vela y desde Juárez y organizó el Encuentro Nacional de la Juventud en Córdoba junto a otros sacerdotes asistiendo ciento cincuenta jóvenes.
En el año 1996, el padre César De Blas, quien se desempeña desde 1994 en esta comunidad, creó la Comunidad Guía n.º 159 Ntra. Sra del Rosario perteneciente la Asociación Guías Argentinas. Además esté párroco construyó un nuevo salón para Caritas Argentinas. Además en el mes de junio se conmemora anualmente la festividad de Corpus Christie. Con respecto a la parte edilicia se realizaron algunos cambios, se recibieron algunos objetos nuevos donados para el uso de la población y religioso. Desde el arribo del sacerdote se realizaron reuniones de Vicaría.